# Шри Вирамакалиямман
Храм Шри Вирамакалиямман (там. ஸ்ரீ வீரமாகாளியம்மன் கோவில்; китай.: 维拉马卡卡拉曼庙) — индуистский храм (там. கோவில் — «ковиль»), расположенный в центре района Малая Индия в южной части Сингапура.
Храм Шри Вирамакалиямман посвящён индуистской богине Кали, жестокому воплощению Шакти и жене бога Шивы, Парвати. Кали всегда была весьма почитаема в Бенгалии, где родились люди, построившие этот храм в 1881 году.
В храме стоит статуя богини Кали со множеством рук и ног, причём в каждой она держит боевое оружие. В главном алтаре помещена чёрная статуя Кали с сыновьями по обеим сторонам — слоноголовым Ганешей и Скандой, богом-младенцем верхом на павлине. По вторникам и пятницам (священные дни) в храме бывает особенно людно.
Храм построен в южноиндийском тамильском стиле, распространённом в Тамилнаде, не будучи похожим на храмы, посвящённые Кали и находящиеся на северо-востоке Индии, в Бенгалии, в местности где её культ особенно популярен.